# St. Michael (Schwanfeld)

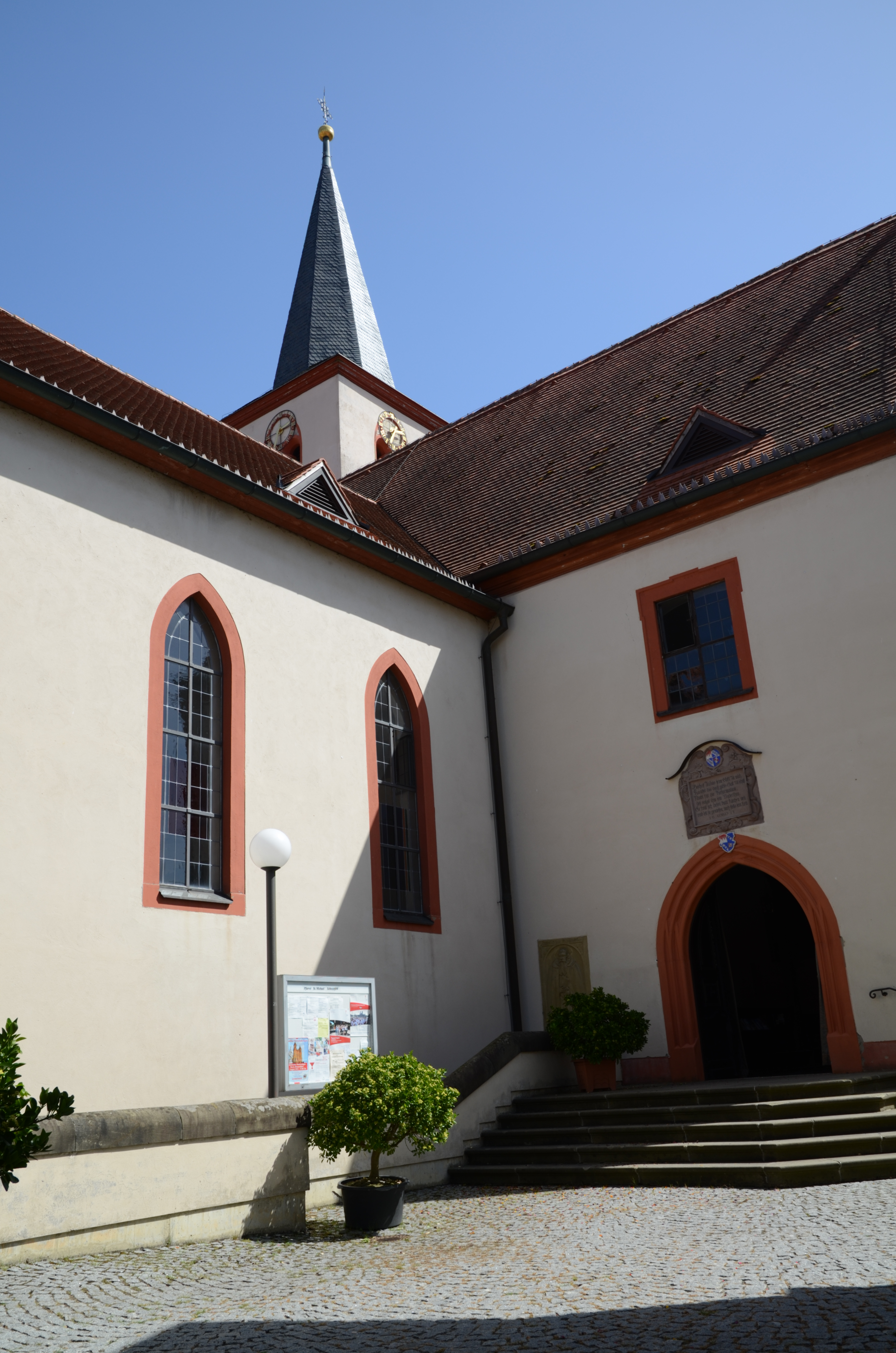
St. Michael (Schwanfeld)

Die römisch-katholische, denkmalgeschützte Kuratiekirche St. Michael steht in Schwanfeld, einer Gemeinde im Landkreis Schweinfurt (Unterfranken, Bayern). Die Kirche ist unter der Denkmalnummer D-6-78-175-13 als Baudenkmal in der Bayerischen Denkmalliste eingetragen. Die Pfarrei gehört zur Pfarreiengemeinschaft Luisenhöhe (Schwanfeld) im Dekanat Schweinfurt-Süd des Bistums Würzburg.

## Beschreibung
Die ursprüngliche Saalkirche von 1605 mit einem Langhaus, einem eingezogenen, dreiseitig geschlossenen Chor im Osten und dem Chorflankenturm an seiner Südwand, dessen untere Geschosse von 1537 stammen. Sein oberstes Geschoss, das die Turmuhr und den Glockenstuhl beherbergt, und den schiefergedeckten spitzen Helm erhielt er später. 1977 wurde durch Einfügen eines Querschiffs in das Langhaus die Saalkirche zur Kreuzkirche erweitert. 
Der Hochaltar wurde um 1790 aus Resten eines um 1690 gebauten Altars zusammengesetzt. Die Monstranz stammt aus dem Kloster Heiligenthal. Die Orgel mit 20 Registern, zwei Manualen und einem Pedal wurde 1981 errichtet.